# メイキング・ライフ・ライム
『メイキング・ライフ・ライム』(Making Life Rhyme)は、スコットランド人の歌手ルルが2015年4月13日に発売したスタジオ・アルバム。デビュー・アルバムを発売したレーベルでもあるデッカ・レコードと再びタッグを組んだこのアルバムはルルにとって10年ぶりのアルバムでもあり、アルバムの中に収録されているオリジナル曲についてはキャリアの中で初めてルルが全曲に携わった。それらに加えて2曲のカヴァー曲も収録しており、ジミ・ヘンドリックスの「エンジェル (ジミ・ヘンドリックスの曲)」をロッド・スチュワートがヒットさせたヴァージョンを踏襲する形でカヴァーしたり、伝統的なアメリカのフォーク・ソング「ザ・ウェイファリング・ストレンジャー」を歌っている。デジタル・デラックス・エディションにはルルのキャリアの中からヒット曲を3曲新たにレコーディングし直したものを追加収録している。
先行シングルには「フェイス・イン・ユー」が選ばれ、BBCのザ・ワン・ショーを含むいくつものテレビ出演を行った。2015年5月、アルバムを携えて10年ぶりとなるUKとアイルランドでのツアーをスタートさせた。2枚目のシングル「クライ」は2015年8月14日にラジオ向けに発売された。ミリタリー・ウィーヴス合唱隊が参加した新しいヴァージョンは2016年2月26日に発売され、すべての収益はミリタリー・ウィーヴス・ファウンデーションに寄付される。

## 批評
| 専門評論家によるレビュー | 専門評論家によるレビュー |
| レビュー・スコア         | レビュー・スコア         |
| 出典                     | 評価                     |
| ------------------------ | ------------------------ |
| Allmusic                 | [ 5 ]                    |
| The Guardian             | [ 6 ]                    |
| The Telegraph            | [ 7 ]                    |

「メイキング・ライフ・ライム」は多くの音楽評論から好意的な評価を受けた。デイリー・テレグラフのニール・マックコーミックはアルバムに4つ星を与え、ルルにとって70年代初期以来となる最高の出来だと評価した。
ガーディアンはアルバムに3つ星を与え、「驚きはそんなにないが、しっかりと楽しめるコレクションではある」と付け加えた。
オールミュージックはアルバムを高く評価し、4つ星を与えた。ステファン・トーマスは「2004年の印象的なカムバック作「バック・オン・トラック」以来となるこの作品はそれと双璧をなす出来であり、もしかするといくつかの点でそれ以上かもしれない」とコメントし、「彼女の作品の中で上位に入るのは間違いない」と締めくくった。

## 収録曲
| #         | タイトル               | 作詞・作曲                                                                         | 時間  |
| --------- | ---------------------- | ---------------------------------------------------------------------------------- | ----- |
| 1.        | 「Faith in You」       | Lulu Billy Lawrie Richard Cardwell [[]en:Peter Gordeno (musician)\|Peter Gordeno]] | 3:48  |
| 2.        | 「Every Single Day」   | Lulu Lawrie Ben Mark                                                               | 3:19  |
| 3.        | 「The Answer Is Love」 | Lulu Lawrie Jim Cregan                                                             | 3:34  |
| 4.        | 「Cry」                | Lulu Lawrie Martin Sutton                                                          | 4:08  |
| 5.        | 「Poison Kiss」        | Lulu Lawrie Cregan                                                                 | 3:28  |
| 6.        | 「Hypnotised」         | Lulu Lawrie Mark                                                                   | 3:35  |
| 7.        | 「Heaven Help」        | Lulu Lawrie Cardwell                                                               | 3:42  |
| 8.        | 「Make Life Rhyme」    | Lulu Lawrie Cardwell Benson Taylor                                                 | 3:20  |
| 9.        | 「Angel」              | Jimi Hendrix                                                                       | 3:32  |
| 10.       | 「Messed Up World」    | Lulu Lawrie Paddy Dalton                                                           | 4:00  |
| 11.       | 「Wayfaring Stranger」 | Traditional                                                                        | 2:09  |
| 合計時間: | 合計時間:              | 合計時間:                                                                          | 38:40 |

| #         | タイトル                              | 作詞                                          | 作曲・編曲                                    | 時間 |
| --------- | ------------------------------------- | --------------------------------------------- | --------------------------------------------- | ---- |
| 12.       | 「Relight My Fire」(2015 version)     | ダン・ハートマンDan Hartman                   | ダン・ハートマンDan Hartman                   | 4:11 |
| 13.       | 「Shout」(2015 version)               | O'Kelly Isley, Jr. Rudolph Isley Ronald Isley | O'Kelly Isley, Jr. Rudolph Isley Ronald Isley | 4:40 |
| 14.       | 「I Don't Wanna Fight」(2015 version) | Lulu Lawrie Steve DuBerry                     | Lulu Lawrie Steve DuBerry                     | 4:42 |
| 合計時間: | 合計時間:                             | 52:15                                         |                                               |      |

## チャート成績
「メイキング・ライフ・ライム」は全英アルバムチャートの2015年4月25日付で第35位を記録した。だが翌週にはトップ100から外れた。